# Quattro Pro
Quattro Pro — офисная программа, редактор электронных таблиц.
Первоначально была разработана фирмой Borland. Была продана компании Novell в 1993 году и через два года куплена Corel Corporation, входит в офисный пакет Corel WordPerfect Office.
Первая версия, для операционной системы DOS, была написана в 1988 году на ассемблере и Turbo-C с целью составить конкуренцию лидеру рынка электронных таблиц Lotus 1-2-3, что нашло своё отражение и в названии. Кодовое название проекта было Buddha — Будда, что являлось аллюзией на название продукта Lotus: релиз получил название Quattro, что в переводе значит «четыре» и намекает, что продукт продолжает и развивает возможности Lotus 1-2-3. Кроме того, Quattro использовал для управления сочетания клавиш, аналогичные Lotus 1-2-3.
С релизом 1990 года название было изменено на Quattro Pro. Позднее была выпущена версия под Windows.
Существенно большие размеры таблиц (1 000 000 строк на 18 276 столбцов в Quattro Pro по сравнению с 65 536 строк на 256 столбцов в MS Excel), вплоть до выпуска Excel 2007, делали этот продукт привлекательным для корпоративного рынка требующего работы с большими объёмами данных ещё долгое время после заката популярности Lotus 1-2-3. Также многие специалисты находят его более удобным и функциональным, в особенности в области финансового и статистического анализа.
Стандартное расширение для файла данных Quattro Pro — «.qpw». Старые версии использовали расширения wb3, wb2, wb1, wq2, wq1.